# 小贝利茨
小贝利茨是德国梅克伦堡-前波莫瑞州的一个市镇。总面积39.00平方公里，总人口839人，其中男性431人，女性408人（2011年12月31日），人口密度22人/平方公里。